# Nagyváradi ortodox zsinagóga
A nagyváradi ortodox zsinagóga műemlék épület Romániában, Bihar megyében. A romániai műemlékek jegyzékében a BH-II-m-B-01060 sorszámon szerepel. Az épület valamivel kisebb  "ikertestvére" Szatmárnémetiben található.

## Története
Az építés idején a zsidó közösség volt az egyik legnagyobb és gazdaságilag legerősebb közösség Váradon. Az épület emblematikusnak nevezhető, ami annak köszönhető, hogy az építés során figyelembe vették a kulturális és vallási tradíciókat, ugyanakkor ebben a közösség gazdasági ereje is nagyban közrejátszott.
1890-ben, Knapp Ferenc vezetésével építették, aki Bach Nándor építész tervei alapján dolgozott. 
Jelenleg ez az egyetlen működő zsinagóga Nagyváradon; a váradi zsidók száma jelentősen megcsappant a II. Világháború idején, amikor sokukat deportálták, illetve a kommunizmus idején, mikor is legtöbben az anyaországot, Izraelt, Európa nyugati államait vagy éppen Amerikát választották emigrációs célpontként.

## Leírása
Eklektikus stílusú épület, amelyen azonban mór hatások is felfedezhetők, például a frízeken. Ezek az utóbbi évek javításai során is túlsúlyban maradtak. A zsinagóga 1050 személy befogadására alkalmas – 600 férfi a földszinten és 450 nő az erkélyen.

Az utca vonalával párhuzamosan, előkertes elrendezésben épült téglány alaprajzú, kelet-nyugat tájolású eklektikus épület gazdagon díszített főhomlokzatán elsősorban román kori, mór és iszlám építészetre jellemző díszítőelemek jelennek meg.

A főhomlokzaton négy, a főpárkány fölé emelkedő, ötoldalú, változó nagyságú urnákkal lezárt falpillér három tengelyt különít el egymástól. A két középső, toronyszerű, párkányokkal és félköríves záródású ablakokkal tagolt pillér közötti falsík tengelyében található a főbejárat, oldalain egy-egy félköríves záródású ablakkal. A bejárati rész fölött egy nagyméretű, félkörívvel közrefogott, háromosztatú, patkóíves záródású, áttört oromzatú ablak foglal helyet.

A főbejárat két oldalán egy-egy egyszerűbb kiképzésű, a nők számára fenntartott, a karzatra vezető bejárat, fölöttük pedig egy-egy félköríves záródású ablak található. A nyílászárókat stilizált kockafejezetű féloszlopok díszítik.

A főtengely kiképzése mellett a főhomlokzat jellegét jelentősen meghatározza a homlokzat felső, harmadik szintjének kiképzése. Itt a pilaszterekkel határolt falsíkokat háromszög alakú, ívsoros párkánnyal díszített, körablakokkal áttört, téglaarchitektúrájú oromzatok zárják le. Az oromzatok csúcsaira különböző díszítőelemek, urnák, palmettadíszek, Dávid-csillagok kerültek, középen pedig a Tízparancsolat kezdősorait tartalmazó héber feliratos kőtábla található.

A főbejárat fölötti feliratos táblán bibliai idézet olvasható, a tőle balra található márványtábla pedig a Holokauszt áldozatairól emlékezik meg.

Az oldalhomlokzatok egyszerű kialakításúak. Az északi és déli homlokzatokon a falakat tagoló pilaszterek és az egymás fölé helyezett félköríves záródású ablakok hat tengelyt különítenek el egymástól. A falak a főbejárat felőli tengely emeleti szintjének kivételével, vakoltak. Mindkét oldalon a középtengelyben egy-egy, féloszlopokkal közrefogott, mellékbejárat nyílik.

A zsinagóga főbejárata az előcsarnokba vezet, itt található a rituális kézmosó és a női karzatra felvezető két lépcsőház. A teknőboltozatú csarnokteret három hajóra osztó, U alakban körbefutó karzat díszes fejezetű öntöttvas oszlopokra támaszkodik. A belső tér meghatározó része a középen elhelyezkedő bima vagy Tóraolvasó asztal és az ezzel szemben, a „keleti fal"(mizrah) előtt, félköríves fülkébe mélyített frígyszekrény. A frígyszekrény (más néven tóraszekrény) felső részén Mózes törvénytábláira utaló díszítés látható. A tóraszekrényt díszítő stilizált fejezetű oszlopokra támaszkodó párkányokon a tóratekercsek végződésére utaló motívumok láthatóak.

Figyelemreméltó a falak és a boltozat dekoratív, keleties hangulatú, stilizált geometrikus ornamentikája valamint a falakat tagoló, kör illetve patkóíves, ólomkeretes táblákból álló színes üvegablakok. 